# Eleonore Richon
Eleonore Richon (28 gennaio 1972) è un'ex sciatrice alpina francese.

## Biografia
Specialista delle prove veloci originaria di Autrans, la Richon debuttò in campo internazionale in occasione dei Mondiali juniores di Zinal 1990; in Coppa del Mondo ottenne il primo risultato di rilievo il 27 febbraio 1993 a Veysonnaz in discesa libera (33ª), mentre in Coppa Europa in quella stessa stagione 1992-1993 vinse la classifica di discesa libera. Nel 1994 ottenne il miglior piazzamento in Coppa del Mondo, il 29 gennaio a Garmisch-Partenkirchen in discesa libera (18ª); nel 1995 conquistò l'ultimo podio in Coppa Europa, il 6 gennaio a Tignes in supergigante (3ª), e prese per l'ultima volta il via in Coppa del Mondo, l'11 marzo a Lenzerheide in discesa libera (46ª). Si ritirò durante la stagione 1995-1995 e la sua ultima gara fu uno slalom gigante FIS disputato il 7 gennaio a Les Arcs; non prese parte a rassegne olimpiche o iridate.

## Palmarès

### Coppa del Mondo
- Miglior piazzamento in classifica generale: 100ª nel 1994

### Coppa Europa
- Miglior piazzamento in classifica generale: 10ª nel 1993
- Vincitrice della classifica di discesa libera nel 1993
- 1 podio (dati dalla stagione 1994-1995):
  - 1 terzo posto

### Campionati francesi
- 1 medaglia (dati dalla stagione 1994-1995):
  - 1 bronzo (discesa libera nel 1995)